# Partit Radical Demòcrata
El Partit Radical Demòcrata va ser un partit polític de la Segona República Espanyola, d'ideologia republicana i radical, el líder del qual va ser Diego Martínez Barrio.

## Història
Es va fundar el 16 de maig de 1934 en el si del Partit Radical d'Alejandro Lerroux, per divergències entre diferents diputats radicals, pel que fa a la política seguida pel partit, en coalició amb els grups de dretes, després de les eleccions de 1933.
La minoria parlamentària va quedar constituïda pels diputats radicals: Antonio Lara Zárate, Manuel Torres Campañá, Manuel Blasco Garzón, Ramón González Sicília, Manuel Mateos Silva, José González Fernández de Labandera, Eduardo Frapollí, Matías Seguí, José García Ramos, José Miñones, Luis Fábregas, Fulgencio Díez Pastor, José García-Berlanga Pardo, Faustino Valentín, Álvaro Pascual-Leone Forner, Elidio Alonso i Diego Martínez Barrio.
A aquest grup es van unir els diputats Hermenegildo Casas Jiménez i Adolfo Moreno Rodríguez, procedents del Partit Socialista Obrer Espanyol, i Luis Recasens Siches, del Partit Republicà Conservador, així com Pedro Rico López, alcalde de Madrid.
Al setembre de 1934, s'agrupa amb l'ala dreta dels radical-socialistes, liderada per Félix Gordón Ordás per constituir Unió Republicana, partit que va participar en les eleccions de febrer de 1936 formant part del Front Popular.